# Молдова на зимних Олимпийских играх 2002
Молдова принимала участие в Зимних Олимпийских играх 2002 года в Солт-Лейк-Сити (США) в третий раз за свою историю, но не завоевала ни одной медали. Сборную страны представляли 3 мужчин и 2 женщины в 3 видах спорта.

## Результаты соревнований

### Биатлон
Мужчины
| Спортсмены         | Соревнование         | Стрельба    | Результат | Отставание | Место |
| ------------------ | -------------------- | ----------- | --------- | ---------- | ----- |
| Михаил Грибушенков | Спринт               | 2 (1+1)     | 30:02.2   | +6:06.0    | 83    |
| Михаил Грибушенков | Индивидуальная гонка | 7 (2+2+1+2) | 1:05:58.5 | +14:55.2   | 84    |

Женщины
| Спортсмены       | Соревнование         | Стрельба    | Результат | Отставание | Место |
| ---------------- | -------------------- | ----------- | --------- | ---------- | ----- |
| Валентина Чурина | Спринт               | 1 (0+1)     | 23:49.7   | +3:08.3    | 51    |
| Валентина Чурина | Гонка преследования  | 5 (2+1+2+0) | 38:19.7   | +7:12.0    | 48    |
| Валентина Чурина | Индивидуальная гонка | 6 (1+1+3+1) | 58:40.8   | +11:14.7   | 62    |

### Лыжные виды спорта

#### Лыжные гонки
Мужчины
Дистанционные гонки
| Спортсмены | Соревнование           | Результат | Отставание | Место |
| ---------- | ---------------------- | --------- | ---------- | ----- |
| Ион Букша  | 30 км свободным стилем | 1:32:48.9 | +21:17.9   | 67    |

Женщины
Дистанционные гонки
| Спортсмены     | Соревнование           | Результат       | Отставание      | Место           |
| -------------- | ---------------------- | --------------- | --------------- | --------------- |
| Елена Горохова | 15 км свободным стилем | Не финишировала | Не финишировала | Не финишировала |

Спринт
| Спортсмены     | Соревнование | Квалификация | Квалификация | Квалификация | Четвертьфинал        | Четвертьфинал        | Четвертьфинал        | Полуфинал            | Полуфинал            | Полуфинал            | Финал                | Финал                | Финал                | Итоговое место |
| Спортсмены     | Соревнование | Результат    | Отставание   | Место        | Результат            | Отставание           | Место                | Результат            | Отставание           | Место                | Результат            | Отставание           | Место                | Итоговое место |
| -------------- | ------------ | ------------ | ------------ | ------------ | -------------------- | -------------------- | -------------------- | -------------------- | -------------------- | -------------------- | -------------------- | -------------------- | -------------------- | -------------- |
| Елена Горохова | Спринт       | 3:43.82      | +31.06       | 55           | Не квалифицировалась | Не квалифицировалась | Не квалифицировалась | Не квалифицировалась | Не квалифицировалась | Не квалифицировалась | Не квалифицировалась | Не квалифицировалась | Не квалифицировалась | 55             |

### Санный спорт
Мужчины
| Спортсмен   | Соревнование | 1 заезд   | 1 заезд    | 1 заезд | 2 заезд   | 2 заезд    | 2 заезд | 3 заезд   | 3 заезд    | 3 заезд | 4 заезд   | 4 заезд    | 4 заезд | Итоговый результат | Отставание | Итоговое место |
| Спортсмен   | Соревнование | Результат | Отставание | Место   | Результат | Отставание | Место   | Результат | Отставание | Место   | Результат | Отставание | Место   | Итоговый результат | Отставание | Итоговое место |
| ----------- | ------------ | --------- | ---------- | ------- | --------- | ---------- | ------- | --------- | ---------- | ------- | --------- | ---------- | ------- | ------------------ | ---------- | -------------- |
| Ливиу Чепой | Одиночки     | 47.161    | +2.615     | 40      | 47.353    | +2.832     | 42      | 46.604    | +2.308     | 39      | 46.825    | +2.247     | 40      | 3:07.943           | +10.002    | 38             |